# Kato dwe kapki woda
Kato dwe kapki woda (bułg. Като две капки вода „Jak dwie krople wody”) – bułgarski program rozrywkowy, emitowany na kanale Nowa telewizija od 13 marca 2013, realizowany na podstawie hiszpańskiego formatu Your Face Sounds Familiar.
W programie bierze udział ośmiu celebrytów, których celem jest jak najwierniejsze odwzorowanie wylosowanych przez siebie wokalistów.
Program prowadzą Dimityr Raczkow (do ósmego sezonu, od dziesiątego sezonu), Gerasim Georgiew-Gero (od drugiego sezonu) i Wasił Wasilew-Zueka (do drugiego sezonu).

## Pierwszy sezon

### Uczestnicy
| Celebryta          | Zdobyte punkty |
| ------------------ | -------------- |
| Rafi Bochosjan     | 91             |
| Milica Gradniszka  | 89             |
| Ałbena Michowa     | 76             |
| Stanimir Gymow     | 74             |
| Stefan Rjadkow     | 69             |
| Marija Ignatowa    | 67             |
| Aleksej Kużucharow | 55             |
| Dijana Lubenowa    | 51             |

### Jury
- Luben Diłow
- Chiłda Kazasjan
- Magyrdicz Chałwadżijan

## Drugi sezon

### Uczestnicy
| Celebryta              | Zdobyte punkty |
| ---------------------- | -------------- |
| Antoaneta Dobrewa-Neti | 101            |
| Krystju Wapcarow       | 87             |
| Newena Bozukowa        | 83             |
| Stefanija Kolewa       | 79             |
| Iwo Tanew              | 76             |
| Maja Beżanska          | 68             |
| Paweł Władimirow       | 68             |
| Dejan Donkow           | 62             |

### Jury
- Chiłda Kazasjan
- Magyrdicz Chałwadżijan
- Milica Gradiszka[16]
- Julan Konstantinow

## Trzeci sezon

### Uczestnicy
| Celebryta        | Zdobyte punkty |
| ---------------- | -------------- |
| Nenczo Bałabanow | 96             |
| Azis             | 90             |
| Filip Awramow    | 84             |
| Krisko           | 80             |
| Żana Bergendorff | 72             |
| Milena Markowa   | 61             |
| Nona Jotowa      | 45             |
| Delana Marinowa  | 44             |

### Jury
- Chiłda Kazasjan
- Magyrdicz Chałwadżijan
- Dimityr Kowaczew (Funky)

## Czwarty sezon

### Uczestnicy
| Celebryta                          | Zdobyte punkty |
| ---------------------------------- | -------------- |
| Kalin Wracanski                    | 88             |
| Poli Genowa                        | 87             |
| Gerasim Georgiew                   | 84             |
| Orlin Pawłow                       | 76             |
| Presława                           | 70             |
| Georgi Nizamow a Swetozar Christow | 63             |
| Julija Bochewa                     | 52             |
| Preyah                             | 52             |

### Jury
- Chiłda Kazasjan
- Dimityr Kowaczew (Funky)
- Donny

## Piąty sezon

### Uczestnicy
| Celebryta         | Zdobyte punkty |
| ----------------- | -------------- |
| Michaeła Marinowa | 92             |
| Lucy Djakowska    | 91             |
| Desi Sława        | 88             |
| Miro              | 83             |
| Vanja Džaferović  | 81             |
| Sofija Dżamdżiewa | 71             |
| Baszar Rachał     | 63             |
| Kostadin Georgiew | 55             |

### Jury
- Jordanka Christowa
- Dimityr Kowaczew (Funky)
- Wiktor Kalew

## Szósty sezon

### Uczestnicy
| Celebryta          | Zdobyte punkty |
| ------------------ | -------------- |
| Konstantin         | 97             |
| Sławin Sławczew    | 85             |
| Iwan Jurukow       | 82             |
| Gery-Nikoł         | 79             |
| Sofi Marinowa      | 76             |
| Borisław Zachariew | 71             |
| Złatka Rajkowa     | 67             |
| Margarita Chranowa | 67             |

### Jury
- Chiłda Kazasjan
- Dimityr Kowaczew (Funky)

## Siódmy sezon

### Uczestnicy
| Celebryta        | Zdobyte punkty |
| ---------------- | -------------- |
| Stefan Iłchew    | 97             |
| Tita             | 86             |
| Maria Iłiewa     | 83             |
| Miłko Kałajdżiew | 79             |
| Desi Dobrewa     | 77             |
| Papi Hans        | 72             |
| Diczo Hristow    | 66             |
| Petya Buyukłiewa | 64             |

### Jury
- Chiłda Kazasjan
- Dimityr Kowaczew (Funky)

## Ósmy sezon

### Uczestnicy
| Celebryta         | Zdobyte punkty |
| ----------------- | -------------- |
| Fiki              | 111            |
| Dara              | 108            |
| Dimityr Marinow   | 100            |
| George Simeonow   | 88             |
| Magi Dzhanovarowa | 85             |
| Antoan Petrow     | 80             |
| Toto              | 77             |
| Galya Kurdowa     | 65             |
| Luna              | 42             |

### Jury
- Chiłda Kazasjan
- Dimityr Kowaczew (Funky)
- Julian Vergov

## Dziewiąty sezon (All Stars)

### Uczestnicy
| Celebryta         | Zdobyte punkty |
| ----------------- | -------------- |
| Fiki              | 592            |
| Michaeła Marinowa | 578            |
| Rafi Bochosjan    | 545            |
| Milica Gradniszka | 444            |
| Poli Genowa       | 425            |
| Sofi Marinowa     | 416            |
| Azis              | 397            |
| Krystju Wapcarow  | 375            |

### Jury
- Chiłda Kazasjan
- Dimityr Kowaczew (Funky)
- Julian Vergov

## Dziesiąty sezon

### Uczestnicy
| Celebryta       | Zdobyte punkty |
| --------------- | -------------- |
| Aleksander Sano | 708            |
| Krasi Radkow    | 672            |
| Darin Angelow   | 652            |
| Krisija         | 621            |
| Esil Duran      | 607            |
| Rusłan Majnow   | 593            |
| Anelija         | 546            |
| Alicia          | 542            |
| Monu Monew      | 521            |
| Mariana Popowa  | 508            |

### Jury
- Chiłda Kazasjan
- Dimityr Kowaczew (Funky)
- Julian Vergov

## Jedenasty sezon

### Uczestnicy
| Celebryta                          | Zdobyte punkty |
| ---------------------------------- | -------------- |
| Władimir Michajłow                 | 764            |
| Toma Zdrawkow                      | 650            |
| Kerana                             | 576            |
| Dara Jekimowa                      | 561            |
| Dimo Aleksiejew a Ralica Pascaleva | 548            |
| Christo Petkow                     | 493            |
| Kali                               | 466            |
| Christo Garbow                     | 377            |
| Jana Marinowa                      | 329            |

### Jury
- Chiłda Kazasjan
- Dimityr Kowaczew (Funky)
- Weselin Marinow
- Asen Blatecki

## Dwunasty sezon

### Uczestnicy
| Celebryta         | Zdobyte punkty |
| ----------------- | -------------- |
| Władimir Zombori  | 684            |
| Atanas Penew      | 552            |
| Christijana Łoizu | 499            |
| Iwo Arakow        | 483            |
| Ełena Atanasowa   | 483            |
| Panajot Panajotow | 451            |
| Marija            | 447            |
| Juliana Gani      | 383            |

### Jury
- Chiłda Kazasjan
- Dimityr Kowaczew (Funky)
- Weselin Marinow
- Lubo Kirow

## Trzynasty sezon

### Uczestnicy
| Celebryta                           | Zdobyte punkty |
| ----------------------------------- | -------------- |
| Mihaeła Fiłewa                      | 657            |
| Weniamin                            | 661            |
| Iwan Christow                       | 572            |
| Nikołaos Tsitiridis                 | 545            |
| Ałeksandra Łaszkowa                 | 526            |
| Dymitar Atanasow a Christo Mładenow | 517            |
| Roksana                             | 517            |
| Zwezdi Keremidchiew                 | 482            |
| Diwna                               | 470            |

### Jury
- Chiłda Kazasjan
- Dimityr Kowaczew (Funky)
- Weselin Marinow
- Lubo Kirow

## Odcinki
| Sezony | Odcinki | Pierwsza emisja | Ostatnia emisja  |
| ------ | ------- | --------------- | ---------------- |
| 1.     | 12      | 13 marca 2013   | 5 czerwca 2013   |
| 2.     | 13      | 10 marca 2014   | 9 czerwca 2014   |
| 3.     | 13      | 3 marca 2015    | 25 kwietnia 2015 |
| 4.     | 13      | 3 marca 2016    | 30 kwietnia 2016 |
| 5.     | 13      | 27 lutego 2017  | 29 kwietnia 2017 |
| 6.     | 13      | 26 lutego 2018  | 28 kwietnia 2018 |
| 7.     | 13      | 25 lutego 2019  | 27 kwietnia 2019 |
| 8.     | 13      | 24 lutego 2020  | 18 kwietnia 2020 |
| 9.     | 13      | 22 lutego 2021  | 24 kwietnia 2021 |
| 10.    | 13      | 14 lutego 2022  | 16 kwietnia 2022 |
| 11.    | 12      | 19 lutego 2023  | 21 kwietnia 2023 |
| 12.    | 12      | 19 lutego 2024  | 13 kwietnia 2024 |
| 13.    | 12      | 23 lutego 2025  | 18 kwietnia 2025 |